# Schießerei
Eine Schießerei (auch Schusswechsel oder Feuergefecht) ist eine gewalttätige Auseinandersetzung, an der mindestens zwei mit Schusswaffen ausgerüstete Personen involviert sind. Bei der Definition der Schießerei ist es unerheblich, ob dabei Menschen getötet werden oder nicht.

## Schießereien in der Kultur
Die – fiktionale – Schießerei ist wie die Schlägerei und die Verfolgungsjagd ein filmisches Stilmittel, das vor allem in den Genres Western, Krimi und Actionfilm vorkommt.
Berühmtestes historisches Vorbild für die Schießereien in Western war die reale Schießerei am O. K. Corral am 26. Oktober 1881 gegen 14:30 Uhr Ortszeit in der Fremont Street Ecke 3rd Street in Tombstone, Arizona (USA). An der Schießerei waren insgesamt acht Personen beteiligt: Wyatt Earp, Morgan Earp, Virgil Earp und Doc Holliday kämpften gegen Frank McLaury, Tom McLaury, Ike Clanton und Billy Clanton. Billy Claiborne befand sich nur zufällig vor Ort und geriet als Unbeteiligter in die Auseinandersetzung hinein. Beide McLaurys und Billy Clanton wurden getötet, Holliday, Morgan Earp und Virgil Earp verwundet, Ike Clanton und Billy Claiborne flüchteten unverletzt.

### Filmische Rezeption
- Faustrecht der Prärie (1946) von John Ford mit Henry Fonda
- Zwei rechnen ab (1957) von John Sturges mit Burt Lancaster, Kirk Douglas und Rhonda Fleming. Der Originaltitel dieses Films, Gunfight at the O.K. Corral, trug maßgeblich zum ungenauen, aber heute verbreiteten Namen dieser Schießerei bei.
- Doctor Who – Folgen 115 bis 118, Storyline The Gunfighters (1966)
- Die fünf Geächteten (1967) von John Sturges mit James Garner, Jason Robards und Robert Ryan
- Raumschiff Enterprise (Star Trek) – Folge 61 Wild West im Weltraum (Original Spectre of the Gun, 1968)
- Doc (1971) von Frank Perry mit Stacy Keach
- Tombstone (1993) mit Kurt Russell, Bill Paxton und Val Kilmer
- Wyatt Earp – Das Leben einer Legende (1994) mit Kevin Costner, Dennis Quaid und Gene Hackman
- Tatort: Im Schmerz geboren (2014) mit Ulrich Tukur

### Bücher
- Lucky Luke, Band 71, O.K. Corral (1997)
- Mister Blueberry, Band 40 O.K. Corral (2003)
- Blutiger Herbst von Loren D. Estleman ISBN 978-3-453-03018-3 (auch erscheinen unter dem Titel Wyatt Earp ISBN 978-3-453-07354-8)